# Äußerer Radlring
Der Äußere Radlring ist ein etwa 50 Kilometer langer Fahrrad-Rundweg durch München. Er führt durch die äußeren Stadtviertel von München, wobei er stets innerhalb der Stadtgrenze bleibt und diese auch nicht berührt.

## Beschreibung
Der Radweg führt durch die Stadtteile: Moosach, Obermenzing, Pasing, Blumenau, Kleinhadern, Laim, Obersendling, Thalkirchen, Harlaching, Giesing, Ramersdorf, Berg am Laim, Johanneskirchen, Bogenhausen, Schwabing und Milbertshofen. Die Route überquert zweimal die Isar, durchquert den Nordteil des Englischen Garten, und berührt den Tierpark Hellabrunn, das Schloss Blutenburg und zahlreiche andere Sehenswürdigkeiten (auf einer parallel geführten Nebenstrecke auch Schloss Nymphenburg und den Olympiapark).
Der Rundweg ist bis auf ganz wenige Stellen, an denen man den weiteren Verlauf aber leicht ermitteln kann, gut ausgeschildert, durch „Äußerer Radlring“ gekennzeichnet und mit einem zusätzlichen Hinweis auf die aktuelle Himmelsrichtung versehen. Er verläuft auf Parkwegen und geteerten Radwegen und weist, bis auf die Isarufer, keine nennenswerten Steigungen auf. Der Äußere Radlring kann auch gut mit Kindern bzw. Kinderanhängern befahren werden; die reine Fahrzeit mit Kindern auf eigenen Rädern beträgt ca. vier bis fünf Stunden.

## Weitere Radlringe

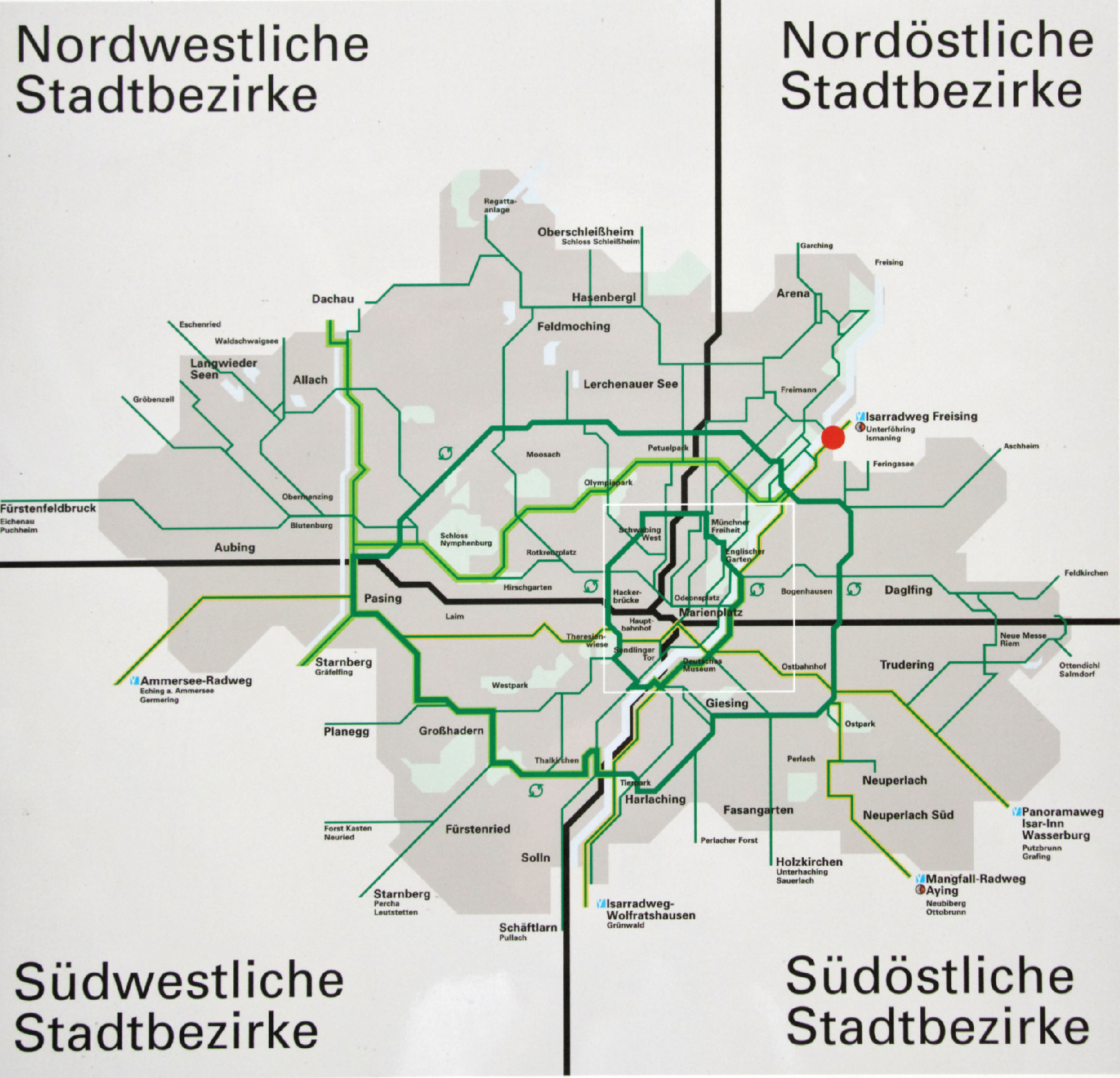
Überblick über das Münchner Fahrradwegenetz mit dem Äußeren Radlring

Analog zu dem Äußeren Radlring gibt es auch einen kleineren Inneren Radlring, der durch die inneren Stadtviertel von München führt.
Der Äußere Radlring ist nicht zu verwechseln mit dem ca. 150 km langen RadlRing München, der außerhalb des Stadtgebietes durch Münchens Nachbargemeinden führt.